# Morey-Saint-Denis
Morey-Saint-Denis este o comună în departamentul Côte-d'Or, Franța. În 2009 avea o populație de 701 de locuitori.

## Evoluția populației
| An        | 1975 | 1982 | 1990 | 1999 | 2006 | 2009 |
| --------- | ---- | ---- | ---- | ---- | ---- | ---- |
| Populație | 718  | 653  | 639  | 673  | 693  | 701  |